# Lucheux
Lucheux é uma comuna francesa na região administrativa de Altos da França, no departamento de Somme. Estende-se por uma área de 27.65 km². Em 2010 a comuna tinha 532 habitantes (densidade: 19,2 hab./km²).